# Sue (Or in a Season of Crime)
Sue (Or in a Season of Crime) è un brano musicale del musicista britannico David Bowie, estratto come singolo dalla sua raccolta Nothing Has Changed del 2014. La traccia, dal forte impianto jazzistico sperimentale, venne presentata in anteprima il 12 ottobre 2014 nel corso della trasmissione della BBC Radio 6 Music Guy Garvey's Finest Hour, e vede la collaborazione con Bowie della Maria Schneider Orchestra.
Il singolo venne pubblicato su vinile 10" e per il download digitale il 17 novembre 2014 in Europa, e il 28 novembre 2014 negli Stati Uniti.
Una nuova versione del pezzo, con un diverso arrangiamento e una nuova parte vocale, è stata inclusa nell'ultimo album pubblicato in vita da Bowie, Blackstar (2016).

## Registrazione

### Sessioni preliminari
Le sessioni iniziali di incisione del brano si svolsero agli Euphoria Studios di Manhattan a metà giugno 2014. Maria Schneider voleva conoscere il pensiero di Bowie sulla direzione e sulla struttura della composizione prima dell'inizio della registrazione ufficiale. Insieme a McCaslin, Guiliana, il trombonista Ryan Keberle e il bassista Jay Anderson, Schneider reclutò il chitarrista avant-jazz Ben Monder, un membro occasionale della sua orchestra. Monder raccontò a Yahoo! Music nel 2016: «Non suonavo con Maria da un po' prima di questo progetto;... Ma lei disse che poteva sentire il mio suono per quella particolare traccia, quindi David incontrò me e Donny». Monder ebbe una grande impressione di Bowie: «Abbiamo appena fatto una prova per la sessione di Maria Schneider ed è stato molto semplice, molto gentile. Sembrava fare uno sforzo per farti sentire come se non fossi in presenza di una divinità del rock».
Secondo quanto dichiarato da Visconti, che co-produsse la traccia insieme a Bowie, Schneider e i membri principali della sua band "provarono la linea di basso per diverse ore; nel corso di tre lunghe sessioni in sala prove". Maria Schneider disse al biografo Chris O'Leary che la versione preliminare del pezzo era molto diversa rispetto alla versione finale. Inizialmente fece improvvisare i musicisti su un accordo in Mi maggiore, ma ritenne che fosse "troppo" e lo cambiò in un "Si" per Bowie, che gli permise di continuare a rivedere il testo fino alla registrazione finale. I ritmi iniziarono a formarsi e Bowie trovò i suoi testi dopo qualche altra sessione. Dopo la sessione finale di questa prima fase di lavorazione, Bowie e Schneider si incontrarono per finalizzare l'arrangiamento e la struttura del brano.

### Sessione finale
Sue (Or in a Season of Crime) venne ufficialmente incisa il 24 luglio 2014 agli Avatar Studios di New York; Bowie aveva in mente di utilizzare il Magic Stop, lo studio dove aveva inciso The Next Day, ma esso risultò essere troppo piccolo per ospitare i 17 membri dell'orchestra. Bowie distribuì il testo della canzone ai musicisti all'inizio della sessione; il titolo del brano fu rivelato sugli spartiti. L'arrangiamento della canzone fornì ai musicisti una notevole libertà durante la sessione. Guiliana in seguito ha ricordato: «A parte la direzione generale di David e Maria, la partitura che stavo suonando era piuttosto minima... Più una guida, piuttosto che una notazione».
Durante la seduta in studio, Schneider istruì i musicisti ad improvvisare seguendo il cantato di Bowie. McCaslin e Keberle contribuirono con assoli multipli; Visconti utilizzò principalmente McCaslin per gran parte della versione finale. Secondo il biografo di Bowie Nicholas Pegg, oltre a Guiliana, Monder, Anderson, Keberle e McCaslin, i restanti membri dell'orchestra che suonarono nella traccia furono: Jesse Han (flauto, flauto contralto, flauto basso); David Pietro (flauto contralto, clarinetto, sax soprano); Rich Perry (sax tenore); Scott Robinson (clarinetto, clarinetto basso, clarinetto contrabbasso); Tony Kadleck, Greg Gisbert, Augie Haas, Mike Rodriguez (tromba, flicorno); Keith O'Quinn, Marshall Gilkes (trombone); George Flynn (trombone basso, cimbasso); [e] Frank Kimbrough (pianoforte).

## Video musicale
In occasione dell'uscita del brano come singolo, è stato reso disponibile anche un videoclip in bianco e nero ispirato alle atmosfere dei film noir. Girato a Londra, il video è stato diretto da Tom Hingston e contiene immagini dello stesso Bowie alternate ad altre della Maria Schneider Orchestra, ripresa in studio a New York.

## Tracce
Testi di David Bowie, musiche di David Bowie, Bob Bhamra, Maria Schneider e Paul Bateman, eccetto dove indicato.
1. Sue (Or in a Season of Crime) – 7:24
2. 'Tis a Pity She Was a Whore – 5:27 (David Bowie)
3. Sue (Or in a Season of Crime) (Radio Edit) – 4:01

## Formazione

### Versione originale[12]
- David Bowie – voce

Maria Schneider Orchestra
- Maria Schneider – arrangiamento, direzione
- Jesse Han – flauto, flauto contralto, flauto basso
- David Pietro – flauto contralto, clarinetto, sax soprano
- Rich Perry – sax tenore
- Donny McCaslin – sax soprano, sax tenore
- Scott Robinson – clarinetto, clarinetto basso, clarinetto contrabbasso
- Tony Kadleck – tromba, flicorno
- Greg Gisbert – tromba, flicorno
- Augie Haas – tromba, flicorno
- Mike Rodriguez – tromba, flicorno
- Ryan Keberle – trombone
- Keith O'Quinn – trombone
- Marshall Gilkes – trombone
- George Flynn – trombone basso, cimbasso
- Ben Monder – chitarra
- Frank Kimbrough – pianoforte
- Jay Anderson – basso
- Mark Guiliana – batteria

### Versione diBlackstar[13]
- David Bowie – voce
- Donny McCaslin – sax tenore, clarinetto, flauto contralto
- Ben Monder – chitarra
- Jason Lindner – organo Wurlitzer, tastiere
- Tim Lefebvre – basso
- Mark Guiliana – batteria
- James Murphy – percussioni

## Classifica
| Classifica (2014) | Posizione massima |
| ----------------- | ----------------- |
| Francia           | 52                |
| Italia (FIMI)     | 73                |